# ولسوالی زرغون‌شهر
زرغون‌شهر یکی از ولسوالی‌های ولایت پکتیکا در جنوب خاوری افغانستان است  با جمعیت نزدیک به ۳۸۰۲۴ نفر. این ولسوالی در مرکز قبیله سلیمان خیل غلجی پشتون قرار دارد. مرکز ولسوالی شهر خیرکوت است. در سال ۱۹۹۸، این ولسوالی بیش از ۷۵۰۰۰ نفر جمعیت داشت.
با این حال، تا ژوئن ۲۰۰۴، دولت پس از طالبان، سه ولسوالی جدید را از ولسوالی بزرگ خیرکوت جدا کرد. ولسوالی‌های جدید عبارت بودند از ولسوالی جانی‌خیل، ولسوالی یحیی‌خیل و ولسوالی یوسف‌خیل. جمعیت ولسوالی در سال ۲۰۰۴ کاهش یافته و ۳۸۰۲۴ نفر بود

## منبع‌ها
1. ↑  «Paktika province» (PDF). بایگانی‌شده از اصلی (PDF) در ۷ اكتبر ۲۰۱۰. دریافت‌شده در ۱۰ ژوئن ۲۰۲۴. تاریخ وارد شده در |archive-date= را بررسی کنید (کمک)
2. ↑  «AFGHANISTAN ADMINISTRATIVE DIVISIONS» (PDF). بایگانی‌شده از اصلی (PDF) در ۷ اكتبر ۲۰۱۰. دریافت‌شده در ۱۰ ژوئن ۲۰۲۴. تاریخ وارد شده در |archive-date= را بررسی کنید (کمک)

- مشارکت‌کنندگان ویکی‌پدیا. «Paktika Province». در دانشنامهٔ ویکی‌پدیای انگلیسی، بازبینی‌شده در ۴ اسفند ۱۳۹۰ خورشیدی.